# Imola (Hungary)
Imola là một thị trấn thuộc hạt Borsod-Abaúj-Zemplén, Hungary. Thị trấn này có diện tích 18,12 km², dân số năm 2010 là 93 người, mật độ 5,13 người/km².